# Ayvú Rapyta
Ayvú rapyta é uma compilação de mitos orais dos mbyá-guaranis do Guairá feita pelo antropólogo paraguaio León Cadogan, segundo o relato oral dos nativos e do cacique Pablo Verá.
Sua publicação foi precedida por um ensaio com o mesmo nome no boletim da Faculdade de Filosofia, Ciências e Letras da Universidade de São Paulo, Brasil. Estudiosos e organizações de uma dezena de países reproduziram em suas revistas e boletins uma grande quantidade de artigos de León Cadogan. Posteriormente, foi publicada com o nome completo de Ayvú Rapyta: textos míticos de los mbya-guarani ("Ayvú Rapyta: textos míticos dos mbyá-guarani"), em 1959, sendo considerado um dos trabalhos mais importantes sobre o povo guarani. Os primeiros capítulos do Ayvu Rapyta foram traduzidos para o francês por Pierre Clastres (1990) e, do francês, foram retraduzidos para o português e o espanhol com erros significativos. Também Kaká Werá Jecupé, adapto a tradução poética em seu livro Tupã Tenondé (2001), com base em sua ascendência e convivência indígena em aldeias guarani desde a década de 80, coletando relatos orais dos caciques. A poeta e tradutora Josely Vianna Baptista publicou também uma versão em 2011.

## Conteúdo
O Ayvú rapyta é composto por textos majoritariamente narrativos que relatam a aparição do ser criador e a cosmogonia seguinte, intercalados com hinos, orações, mensagens recebidas, receitas de medicamentos e normas sociais variadas. No conjunto, destaca-se a cosmologia do deus criador Nhamandú (Ñande Ru) tenondé, que após manifestar a si mesmo, manifesta em desdobramento os fundamentos da Criação; dentre os quais figura primeiro o "Mborayu", cujo significado pode ser compreendido entre os conceitos de "amor", "solidariedade" e "reciprocidade". Nhamandú é considerado por Kaká Werá a essência de Tupã tenondé, que se apresenta sob o aspecto de colibri e em sua manifestação é o "Grande Som Primeiro", em uma analogia de que a Criação é também uma música.

## Conceito
O fundamento (rapyta) da linguagem humana (Ayvú), expressão que dá nome à obra, é um conceito que possui em seu âmago a dualidade entre alma e palavra, uma das características da metafísica guarani; o escritor indígena Kaká Werá traduziu o termo ayvu como "linguagem" e "ser", respectivamente, em trechos distintos de sua publicação Tupã Tenondé; sentidos estes que ele une no conceito de "alma-palavra", o ser humano em sua divina essência; o ser é linguagem, e é um desdobramento de Ñande Ru Tenondé.

## Índice
Versão de León Cadogan, em espanhol:
- Las primitivas costumbres del colibrí.
- El fundamento del lenguaje humano.
- La primera tierra.
- Se está por dar asiento a un ser para alegría de los bien amados.
- De la paternidad y de la muerte.
- El diluvio.
- La nueva tierra.
- El señor del cuerpo como el sol.
- Los que se inspiran en la buena ciencia, conjurando los maleficios: los lugartenientes de los jakairá.
- Los remedios imperfectos.
- Los preceptos que dejaron nuestros buenos padres para nuestro gobierno.
- Un señor da consejos a su hijo que quiere casarse.
- Las aves migratorias. Palabras referentes a otros pájaros.
- Amuletos-filtros.
- Capitán Chikú.
- La lengua de nuestros padres y otros datos lingüísticos.
- Cuentos. Cantos infantiles. Saludos.
- El concepto guaraní del "alma".
- La carta de Yvaroty.

Versão de Kaká Werá Jecupé, em português brasileiro:
- Os primeiros costumes do colibri
- Os fundamentos do ser
- A primeira Terra
- Está-se a dar assento a um ser para alegria dos bem-amados